# Jean Romatet
Jean Charles Romatet, né le 23 mai 1893 à Borgo (Corse) et mort le 15 mai 1975 à La Bazoche-Gouet (Eure-et-Loir), était un aviateur militaire français. Il a fini sa carrière au grade de général de corps aérien .
Son parcours est une illustration éloquente des drames et des déchirements vécus par la France durant la Seconde Guerre mondiale. As de l'aviation durant la Première Guerre mondiale, avec 7 victoires aériennes, il est fêté en héros après l'armistice de 1918. Mais après la Libération de la France en 1944, il est considéré comme un traître, pour avoir accepté les responsabilités de chef d’état-major de l'armée de l'air sous le régime de Vichy.

## Distinctions
- Chevalier de la Légion d'honneur[1](8 novembre 1918[2])
- Officier de la Légion d'honneur[2]
- Commandeur de la Légion d'honneur (1938)[3]
- Croix de guerre 1914-1918 avec 8 citations : 6 palmes, 1 étoile de vermeil et 1 étoile d'argent[1]
- Médaille interalliée de la Victoire[2]
- Médaille commémorative de la Grande Guerre[2]
- Croix du combattant[3]
- Médaille coloniale[3]
- Commandeur de l'Ordre royal du Cambodge[3]
- Commandeur de l’Ordre de l'Étoile noire du Bénin[3]